# Achaïos de Syracuse
Pour les articles homonymes, voir Achaïos.
Achaios de Syracuse (en grec ancien Ἀχαιός / Akhaiós) est un poète tragique de l'Antiquité grecque, probablement du milieu du IVe siècle av. J.-C. Il n'est connu que par une notice laconique de la Souda qui lui attribue dix pièces sans plus de précisions. Il est peut-être à identifier avec un Achaios vainqueur lors des concours des Lénéennes à Athènes en 356 av. J.-C..

## Sources
- Souda, A-4682, s.v. Ἀχαιός. Consultable sur (en) Suda on line: Byzantine Lexicography